# 고양고양이
고양고양이는 경기도의 특례시 중 하나인 고양시를 상징하는 마스코트 캐릭터이다. 고양시의 '고양' 이 마치 고양이처럼 발음되어 고양고양이가 새로 제작되어 상징물이 된 것이다. 실제로 이 때문에 야옹시라고 표현한 사례도 있다. 교체 이전 마스코트로 사용되었던 코코는 현재 고양시 꽃박람회 공식 캐릭터로만 사용 중이다. 또 덕양구에서는 권율 바리에이션을 사용한다. 일산서구에서는 가와지 볍씨가 마스코트이다.

## 경기지역화폐
경기지역화폐 고양시 소속의 고양페이 교통권종에도 고양고양이 캐릭터가 들어가 있고, 교통권종은 미성년자도 사용할 수 있다.

## 펭수, 괭수
펭수의 활동 이후, 2~3번 정도 '괭수'의 모습으로 등장한 적 있다. 펭수의 인기에 영향을 받아 고양시 주민들을 위해 제작된 단발성 마스코트로 펭수를 저작권 허가 없이 사용한 것으로 알려졌다.